# Mas Calvó
El Mas Calvó o Calbó és un casal situat al municipi de Reus (Baix Camp), catalogat com a bé cultural d'interès nacional.

## Història
A la vora del mas s'hi han trobat nombroses restes de ceràmica romana (terra sigillata) i peces de marbre, cosa que podria indicar un antic poblament d'època imperial. Les primeres referències històriques són de l'any 1169, i el 1180 hi va néixer Bernat Calvó, bisbe de Vic. El 1401 s'hi va construir una capella i un altar.
El 1591, el comú de Reus va adquirir a Isabel de Çacirera el mas i el terme de Mascalvó, amb la jurisdicció civil i criminal, i durant la Guerra dels Segadors, va quedar devastat, i va haver de ser reconstruït.
L'1 de juny del 1738 es va inaugurar una capella dedicada a Sant Bernat Calvó a l'angle sud-oest de l'edifici. El 1850, l'Ajuntament transferí la propietat de Mas Calvó i del seu terme a l'arquitecte Antoni Molner.
El 1955 fou adquirit pel senyor J. Ferrero, que va revaloritzar d'una manera molt assenyada alguns aspectes del mas.

## Descripció
Edifici aïllat de planta quadrangular amb planta baixa, pis, golfes i torre de defensa molt restaurada coronada per merlets. La façana principal presenta portal gòtic de pedra i un altre amb llinda motllurada. A l'altura del primer pis hi ha obertures rectangulars i d'altres de gòtiques lobulades amb mainell. Els buits de les golfes són semicirculars.
La façana oest té portal de mig punt coronat per un escut, finestres gòtiques lobulades amb mainell i d'altres rectangulars. Hi ha cornisa al voltant de l'edifici. La coberta és a quatre vessants de teula àrab.
La torre i les arestes de la casa són de pedra natural, la resta és de pedra arrebossada. Sota les heures de la façana hi ha uns esgrafiats renaixentistes gairebé perduts. És de planta quadrada i tres plantes més i fou el primer element del conjunt.
El pati és quadrangular amb estructures originals. Arcs de pedra ogivals i una divisió en alçada que distingeix la part baixa, la més noble del primer pis i unes golfes a la part superior. Enfront de la porta principal, a la banda de llevant, hi ha l'escala d'accés al pis noble, que s'enlaira damunt una volta recolzada en tres senzilles mènsules de pedra i segueix sobre el túnel d'entrada en un llarg balcó amb bigues de fusta repenjades en mènsules.
A la banda septentrional i al peu de l'escala hi ha una porta amb arc de mig punt que es comunica amb l'ala corresponent d'arcades i s'obre a l'exterior a manera de porxo. El conjunt presenta finestres lobulades amb mainell, capitells amb decoració vegetal, portes amb arc lobulat i espiera. Hi ha algun senyal de picapedrer al gran arc del portal i els murs estan realitzats amb carreus.